# 215.ª Divisão de Infantaria (Alemanha)
A 215ª Divisão de Infantaria (em alemão:215. Infanterie-Division) foi uma unidade militar que serviu no Exército alemão durante a Segunda Guerra Mundial.

## Comandantes
| Comandante                           | Data                                         |
| ------------------------------------ | -------------------------------------------- |
| General der Infanterie Baptist Knieß | ? de agosto de 1939 - 12 de novembro de 1942 |
| Generalleutnant Bruno Frankewitz     | 12 de novembro de 1941 - 6 de abril de 1945  |

## Oficiais de operações
| Oberstleutnant Hielscher             | 1939-junho de 1941                        |
| Major Ernst Eggert                   | 1941-agosto de 1941                       |
| Oberstleutnant Max von Cranach       | agosto de 1941-outubro de 1941            |
| Oberstleutnant Walter Schelm         | 17 de outubro de 1941-30 de junho de 1944 |
| Oberstleutnant Alexander Praetorious | 30 de junho de 1944-10 de abril de 1945   |

## Área de operações
| Alemanha                      | setembro de 1939 - maio de 1940    |
| França                        | maio de 1940 - dezembro de 1941    |
| Frente Ocidental, setor norte | dezembro de 1941 - outubro de 1944 |
| Bolsão de Kurland             | outubro de 1944 - março de 1945    |
| Oeste da Prússia              | de março de 1945 - abril de 1945   |